# Simulium tescorum
Simulium tescorum es una especie de insecto del género Simulium, familia Simuliidae, orden Diptera.
Fue descrita científicamente por Stone & Boreham, 1965.